# سالم علي حجيري
سالم علي حجيري هو شاعر يمني. ولد عام 1941 في مدينة الحوطة في محافظة لحج. أكمل دراسته حتى الثانوية، ثم التحق بالمجال العسكري. ومع بداية السبعينيات امتهن العمل الإذاعي، فعمل مديراً للإذاعة المركزية بعدن، فمديراً إدارياً في شركة تجارة، ثم عمل مدير دائرة التأليف والترجمة والنشر والرقابة على المنشورات الأدبية والمطبوعات. بدأ الشعر في منتصف السبعينيات. وهو عضو في اتحاد الأدباء والكتاب اليمنيين. وكان صديقاً للشاعر أحمد سيف ثابت ولهما كتاب مشترك. له مساهمات في الشعر الغنائي والمقالة الصحفية والقصة القصيرة.

## أعماله
- قد نلتقي بكرة (ديوان شعر صدر في 12 أبريل 1980 ويضم 105 قصيدة).[2]
- ود مفقود (ديوان شعر).[3]
- مائة شاعر وستمائة أغنية (كتاب بالاشتراك مع أحمد سيف ثابت)[1]